# Амалия фон Изенбург-Бюдинген
Амалия фон Изенбург-Бюдинген (на немски: Amalie von Isenburg-Büdingen; * 23 юни 1522; † 18 май 1579, Офенбах ам Майн) е графиня от Изенбург-Бюдинген и чрез женитба графиня на Насау-Вайлбург (1541 – 1559).

## Произход
Тя е дъщеря на граф Йохан V фон Изенбург-Бюдинген-Бирщайн (1476 – 1533) и съпругата му Анна фон Шварцбург-Бланкенбург (1497 – 1546), дъщеря на граф Гюнтер XXXIX фон Шварцбург-Бланкенбург (1455 – 1531) и графиня Амалия (Амалай) фон Мансфелд (1473 – 1517)..

## Фамилия
Амалия се омъжва на 17 август 1541 г. в Бюдинген за граф Филип III фон Насау-Вайлбург (* 20 септември 1504; † 4 октомври 1559). Тя е третата му съпруга. Те имат три деца:
- Филип IV (* 14 октомври 1542, Вайлбург; † 12 март 1602, Саарбрюкен), граф на Насау-Вайлбург, от 1574 г. граф на Насау-Саарбрюкен, женен 1. на 9 април 1563 г. за Ерика фон Мандершайд-Шлайден (1545 – 1581) и 2. на 3 октомври 1583 г. за Елизабет фон Насау-Диленбург (1564 – 1611)
- Отилия (* 27 юли 1546; † ок. 1610, Вайлбург), омъжена на 23 юни 1567 г. във Вайлбург за вилд-и Рейнграф Ото I фон Салм-Кирбург-Мьорхинген (1538 – 1607)
- Анна Амалия (* 26 юли 1549; † 7 януари 1598), омъжена на 27 май 1588 г. за вилд-и рейнграф Фридрих фон Залм-Нойфвил (1547 – 1608)